# IISCO Nr. 3 und 4
Die Indian Iron and Steel Company (IISCO) bestellte 1923 bei Hawthorn, Leslie & Company zwei Dampflokomotiven mit der Achsfolge C. Die beiden Maschinen mit Satteltank waren auf dem Werksgelände der IISCO im Einsatz, das einen Anschluss an das Netz der East Indian Railway hatte.
Die Lokomotiven mit den Fabriknummern 3561 und 3562 waren bei der IISCO als Nummer 3 und 4 im Einsatz. Nummer 4 wurde bereits 1927 durch eine fast baugleiche Maschine mit der Fabriknummer 3662 ersetzt.  Beide Lokomotiven wurden 1938 durch zwei neue Lokomotiven von Robert Stephenson and Hawthorns ersetzt. Hierbei handelte es sich um Satteltanklokomotiven mit der Achsfolge B und den Fabriknummern 6969 und 6970. 1956 wurden die Nummern 3 und 4 an zwei elektrische Lokomotiven von General Electric vergeben.